# Vlada Aksentijević
Vladimir Vlada Aksentijević (en serbe cyrillique : Владимир Влада Аксентијевић ; né le 24 juin 1916 à Obrenovac et mort le 27 mars 1942 dans la même ville) était militant communiste yougoslave d'origine serbe, membre des Partisans durant la guerre de résistance en Yougoslavie. Il a été décoré à titre posthume de l'ordre du Héros national le 14 décembre 1949.

## Biographie
Vladimir Vlada Aksentijević est né le 24 juin 1916 à Obrenovac, près de Belgrade, dans une famille d'enseignants. Il termina ses études élémentaires à Grabovac, près d'Obrenovac, puis, en 1934, il étudia au lycée de Sombor, où il coudoya pour la première fois le mouvement révolutionnaire.
Après l'obtention de son diplôme d'études secondaires, il s'inscrivit au département de génie électrique de l'École supérieure de technologie de Belgrade et, dès sa première année, il devint membre de l'Union des jeunesses communistes de Yougoslavie (SKOJ) puis il entra au Comité d'action des associations d'étudiants du secteur professionnel, dont il devint le secrétaire à l'automne 1936. La même année, il fut admis au Parti communiste de Yougoslavie (KPJ). En 1935 et 1936, il participa à des manifestations d'étudiants et, fin 1937, il devint membre du comité local du KPJ pour Belgrade.
Au printemps de 1939, Vlada Aksentijević renonça à ses études, missionné par le Parti pour former une organisation communiste dans la région de la Posavina. Il travailla principalement à Obrenovac et dans ses environs et, lors du comité de district du parti en 1939, il fut élu membre du comité pour Belgrade puis, en 1940, à Zabrežje, secrétaire du comité de district du parti pour Obrenovac.
À la suite de dissensions au sein du parti à Obrenovac, Aksentijević travailla à Belgrade en situation d'illégalité. Au bout de trois mois, il fut arrêté et condamné à un an de prison. Il passa trois mois dans la prison d'Ada Ciganlija puis fut transféré à Maribor, où il apprit l'invasion de la Yougoslavie et son occupation par les puissances de l'Axe. En juillet 1941, il réussit à s'échapper du train qui le ramenait en Serbie.
Dès son arrivée à Obrenovac, il prit la tête de la Première compagnie des Partisans yougoslaves de la Posavina et, à la fin du mois de juillet 1941, il fut nommé commissaire politique. Le 22 septembre 1941 le premier bataillon du Détachement de la Posavina fut formé et il en devint le commissaire politique.
Après la première offensive nazie et la défaite des troupes régulières yougoslaves, Vlada prit part à plusieurs batailles dans l'ouest de la Serbie, notamment à Kadinjača, où son bataillon subit de lourdes pertes. Après Kadinjača, il se replia avec les survivants dans la région du Sandjak. Mais, le 7 janvier 1942, le comité central du Parti communiste, en accord avec le Détachement de Partisans du Kosmaj, le renvoya dans la Posavina pour y réorganiser la section locale du parti et y continuer la lutte armée. Arrêté, il fut pendu le 27 mars 1942 à Obrenovac.

## Hommages
Par un décret du présidium de l'Assemblée nationale de la république fédérative populaire de Yougoslavie, Vlada Aksentijević a été élevé au rang de Héros national de la Yougoslavie le 14 décembre 1949.
La maison natale de Vlada Aksentijević, à Obrenovac, est aujourd'hui inscrite sur la liste des monuments culturels protégés de la république de Serbie et sur celle des biens culturels de la ville de Belgrade,.
Une école élémentaire de Belgrade, dans la municipalité de Palilula, porte son nom.